# Aturus intermedius
Aturus intermedius är en kvalsterart som beskrevs av Protz 1900. Aturus intermedius ingår i släktet Aturus och familjen Aturidae. Inga underarter finns listade.